# Sretnja
Sretnja (en serbe cyrillique : Сретња) est un village du centre du Monténégro, dans la municipalité de Danilovgrad.

## Démographie

### Évolution historique de la population
| 1948 | 1953 | 1961 | 1971 | 1981 | 1991 | 2003 |
| ---- | ---- | ---- | ---- | ---- | ---- | ---- |
| 141  | 239  | 202  | 147  | 105  | 45   | 30   |